# シマフグ
シマフグ(縞河豚、Takifugu xanthopterus)はフグ目フグ科に属する魚。

## 特徴
全長60cm程度で、ほかのフグ科の魚同様テトロドトキシン（フグ毒）が含まれる。卵巣、肝臓は特に毒性が強い。筋肉、皮膚、精巣は無毒。
分布は、相模湾以南。東北地方で見られることもある。

## 利用
筋肉・皮膚・精巣は無毒で卵巣・肝臓は強毒、腸は弱毒で、内臓を中心に毒はあるが、身は鍋料理や味噌汁、刺身などとして食用にされる。